# Петру Лучинський
Петру Кирилович Лучинський (рум. Petru Lucinschi; нар. 27 січня 1940, с. Старі Радуляни, Бессарабія, Румунське королівство) — молдовський державний діяч, останній керівник ЦК Компартії Молдавії (1989–1991), другий президент Молдови (1997–2001).
Кандидат у члени ЦК КПРС у 1986—1989 роках. Член ЦК КПРС у 1989—1991 роках. Секретар ЦК КПРС з 31 січня по 23 серпня 1991 року. Член Політбюро ЦК КПРС з 13 липня 1990 по 23 серпня 1991 року. Депутат Верховної Ради СРСР 11-го скликання. Народний депутат СРСР (1989—1991). Доктор філософських наук, член Російської академії соціологічних наук.

## Життєпис
Народився 27 січня 1940 в селі Старі Радуляни в Бессарабії (нині — Флорештський район, Молдова) в селянській родині.
У 1960—1962 працював інструктором ЦК ЛКСМ Молдавії. У 1962 році — завідувач відділ Кишинівського міського комітету ЛКСМ Молдавії.
У 1962 році закінчив Кишинівський державний університет імені Леніна.
У 1962—1963 роках служив у Радянській армії.
У 1963–1964 роках працював інструктором ЦК ЛКСМ Молдавії.
Член КПРС з 1964 року.
У 1964—1965 роках — 1-й секретар Бельцького міського комітету ЛКСМ Молдавії.
У 1965—1966 роках — завідувач відділу, у 1966—1967 роках — 2-й секретар ЦК ЛКСМ Молдавії.
У 1967—1971 роках — 1-й секретар ЦК ЛКСМ Молдавії.
У 1971—1976 роках — секретар ЦК Комуністичної партії Молдавії по ідеології, член Бюро ЦК Компартії Молдавії (в ті роки — практично єдиний член Бюро ЦК родом з Бессарабії, тоді як інші члени були родом з Придністров'я).
У 1974 році закінчив заочну Вищу партійну школу при ЦК КПРС.
У 1976—1978 роках був 1-м секретарем Кишинівського міського комітету Компартії Молдавії.
У 1978—1986 роках працював заступником завідувача відділу пропаганди ЦК КПРС.
З 1986 по 1989 рік — 2-й секретар ЦК Комуністичної партії Таджикистану.
Після повернення в Молдову в 1989 обраний 1-м секретарем ЦК КПМ. З 16 листопада 1989 по 5 лютого 1991 року — 1-й секретар Комуністичної партії Молдавії.
З 31 січня по 23 серпня 1991 року — секретар ЦК КПРС.
У 1991–1992 був старшим науковим співробітником Інституту суспільно-політичних досліджень Російської академії наук у Москві, виконавчим директором Фонду розвитку суспільних наук РАН.
У 1992–1993 — Надзвичайний і повноважний посол Молдови в Росії.
4 лютого 1993 обраний головою парламенту Молдови 12-го скликання, а 29 березня 1994 — головою парламенту Молдови 13-го скликання.
Під час виборів президента 1996 набрав 27,7 % голосів, посівши друге місце після Снєгура. Однак у другому турі Лучинський, підтриманий лівими і центристськими силами, набрав більше голосів, ніж Снігур. З 15 січня 1997 року по 4 квітня 2001 Петру Лучинський був президентом Молдови. 
З приходом Лучинського до влади продовжилися здійснюватися реформи, розпочаті при Мірчі Снєгурові, під тиском міжнародних фінансових структур. Продовжився процес приватизації державної власності. У зовнішній політиці був узятий курс на інтеграцію Молдови в європейське співтовариство і віддалення від країн СНД. Рівень життя більшості населення знижувався, що викликало невдоволення і позначилося на результатах парламентських виборів 1998 року, коли за Партію комуністів Республіки Молдова проголосувало 30 % виборців. Наступні два роки правління Лучинського ознаменувалися жорсткою боротьбою в парламенті. 
На дострокових парламентських виборах 25 лютого 2001 Партія комуністів отримала вже 50,07 % голосів. Кандидатура Лучинського була висунута на посаду президента на виборах 4 квітня 2001, і на цю посаду таємним голосуванням парламентаріїв було обрано Володимира Вороніна.
Петру Лучинський є президентом Фонду стратегічних досліджень та розвитку міжнародних відносин «Lucinschi».

## Особисте життя
Дружина — Антоніна (колишня вчителька), двоє синів — Сергій та Кирило. Кирило Лучинський в даний час є депутатом парламенту Молдови, головою парламентської комісії з культури, освіти, досліджень, молоді спорту та ЗМІ, член парламентської фракції Ліберально-демократичної партії Молдови.

## Нагороди
Великий Хрест ордену Почесного легіону (Франція, 1998), Орден Спасителя (Греція, 1999), Великий Орден Кавалера Святої Гробниці (Грецька православна патріархія, Єрусалим, 2000), орден «Steaua României în grad de Colan» (Румунія, 2000).